# Михалок
Михалок (слч. Michalok) насељено је мјесто са административним статусом сеоске општине (слч. obec) у округу Вранов на Топлој, у Прешовском крају, Словачка Република.

## Становништво
| Година:    | 1994. | 2004.   | 2014.   | 2024.   |
| ---------- | ----- | ------- | ------- | ------- |
| Број људи: | 352   | 336     | 306     | 278     |
| Разлика:   |       | -4,54 % | -8,92 % | -9,15 % |

| Година:    | 2023. | 2024.   |
| ---------- | ----- | ------- |
| Број људи: | 288   | 278     |
| Разлика:   |       | -3,47 % |

Према подацима о броју становника из 2024. године насеље је имало 278 становника.